# Carios dyeri
Carios dyeri är en fästingart som beskrevs av Cooley och Glen M. Kohls 1940. Carios dyeri ingår i släktet Carios och familjen mjuka fästingar. Inga underarter finns listade.